# Dicrotendipes demissus
Dicrotendipes demissus är en tvåvingeart som beskrevs av Epler 1988. Dicrotendipes demissus ingår i släktet Dicrotendipes och familjen fjädermyggor. Inga underarter finns listade i Catalogue of Life.